# گارتون آن د ولدز
گارتون آن د ولدز (به انگلیسی: Garton on the Wolds) یک روستا در بریتانیا است که در Garton واقع شده‌است. گارتون آن د ولدز ۳۴۸ نفر جمعیت دارد.